# Flughafen Ushuaia

i7
i11
i13
Der Aeropuerto Internacional de Ushuaia Malvinas Argentinas (IATA-Code: USH, ICAO-Code: SAWH) ist der internationale Flughafen der Stadt Ushuaia in der argentinischen Provinz Feuerland.

## Allgemeines

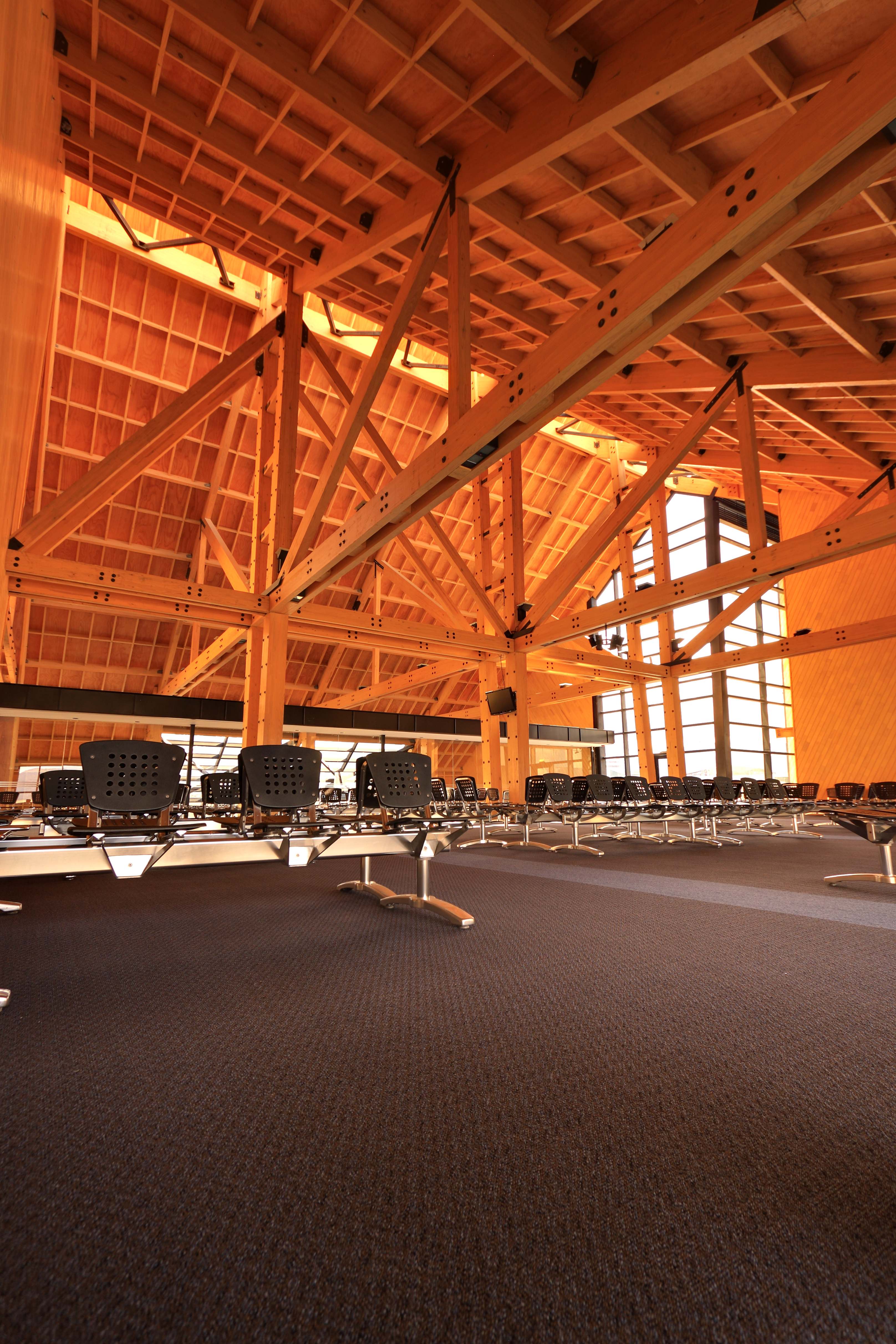
Im Wartesaal des Flughafens

Der Name kann mit Internationaler argentinischer Flughafen Ushuaia-Malwinas übersetzt werden und unterstreicht Argentiniens Anspruch auf die Souveränität über die Falklandinseln (im argentinischen Sprachgebrauch als Malvinas bezeichnet).
Der Flughafen wurde 1995 auf einer teils aufgeschütteten Insel errichtet und ist einer der südlichsten internationalen Flughäfen der Welt. Er hat eine Start- und Landebahn, die für Großraum- oder Langstreckenflugzeuge lang genug ist.
Der Flughafen wird vor allem von den Fluggesellschaften Aerolíneas Argentinas, Líneas Aéreas del Estado und LATAM benutzt.
Der Flughafen versteht sich als das Tor nach Patagonien, in die Antarktis und zu den Falklandinseln. Nicht zuletzt aufgrund der Atmosphäre der mit viel Holz gestalteten Innenarchitektur, die an ein Chalet erinnert, zählt der Flughafen zu den beliebtesten Flughäfen der Welt und belegt in einer Umfrage 2011 Platz 5.

## Fluggesellschaften und Flugziele
| Fluggesellschaft      | Ziele                                                                            |
| --------------------- | -------------------------------------------------------------------------------- |
| Aerolineas Argentinas | Buenos Aires-Jorge Newbery, Buenos Aires-Ezeiza (saisonal), Trelew (saisonal)    |
| LATAM                 | Buenos Aires-Jorge Newbery, El Calafate (saisonal), Santiago de Chile (saisonal) |
| JetSmart              | Buenos Aires-El Palomar                                                          |
| Aerovias DAP          | Punta Arenas (saisonal)                                                          |

## Verkehrszahlen
| Jahr | Fluggastaufkommen | Luftfracht (Tonnen) | Flugbewegungen |
| ---- | ----------------- | ------------------- | -------------- |
| 2017 | 795.652           | 798                 | 7.592          |
| 2016 | 750.742           | 1.164               | 6.863          |
| 2015 | 686.125           | 729                 | 6.221          |
| 2014 | 561.400           | 2.064               | 6.300          |
| 2013 | 556.963           | 1.320               | 6.383          |
| 2012 | 537.323           | 969                 | 5.396          |
| 2011 | 573.153           | -                   | 6.503          |
| 2010 | 560.665           | -                   | 7.104          |
| 2009 | 618.411           | -                   | 7.889          |
| 2008 | 690.217           | -                   | 7.611          |
| 2007 | 658.997           | -                   | 7.550          |
| 2006 | 580.326           | -                   | 6.200          |
| 2005 | 551.580           | -                   | 6.385          |
| 2004 | 490.161           | -                   | 7.388          |
| 2003 | 408.575           | -                   | 6.928          |
| 2002 | 354.594           | -                   | 6.515          |
| 2001 | 321.309           | -                   | 7.190          |